# Tailly (Somma)
Tailly – miejscowość i gmina we Francji, w regionie Hauts-de-France, w departamencie Somma.
Według danych na rok 1990 gminę zamieszkiwały 72 osoby, a gęstość zaludnienia wynosiła 18 osób/km² (wśród 2293 gmin Pikardii Tailly plasuje się na 925. miejscu pod względem liczby ludności, natomiast pod względem powierzchni na miejscu 968.).